# Эверест, Фрэнк
Бригадный генерал Франк Кендэл Эверест Мл. (англ. Frank Kendall Everest Jr.; 9 августа 1920 — 1 октября 2004) — американский летчик, участник 2-й мировой войны, летчик-испытатель ВВС США, возглавлял Aerospace Rescue and Recovery Service, Military Airlift Command, авиабаза Скотт, штат Иллинойс.
Франк Эверест родился в Фэрмонте (Западная Виргиния) 9 августа 1920 года. После окончания школы учился год в Государственном колледже Фэрмонта. Позднее учился в Университете Западной Виргинии для подготовки к лётной карьере. Выпускник Кадрового колледжа Вооруженных сил, Норфолк, Виргиния в 1956.
Он начал службу в ВВС Армии США в ноябре 1941 года, курс подготовки военного летчика завершил в июле 1942 года. Участвовал в боевых действиях на самолете P-40 в Северной Африке, Сицилии и Италии, совершил 94 боевых вылета, сбил 2 немецких самолета.
В мае 1944 года он был направлен в истребительную эскадрилью в Венисе, Флорида, в качестве инструктора. Позже был направлен на азиатский театр военных действий (Китай, Бирма, Индия) где командовал 17-й истребительной эскадрильей 5-й истребительной группой в Чжэньцзян, Китай. Выполнил 67 боевых вылетов, сбил 4 японских самолета. Истребитель Эвереста был сбит зенитным огнём, летчик покинул его с парашютом, установил контакт с китайцами, но был выдан ими японским оккупационным властям и стал военнопленным. После окончания войны был передан американским силам и вернулся в Америку.
В феврале 1946 года Эверест стал летчиком-испытателем в испытательном центре (Flight Test Division) на авиабазе Райт-Паттерсон в Огайо. Участвовал в испытаниях Bell X-1 и установил неофициальный рекорд высоты 21900 м
В сентябре 1951 года был переведён на испытательный полигон на сухом озере Роджерс на авиабазе Эдвардс (Калифорния) и стал одним из главных лётчиков-испытателей в подразделении Flight Test Operations Division. Участвовал в испытаниях самолетов X-1, X-2, X-3, X-4, X-5, XF-92 и YB-52. Участвовал в программах создания самолётов F-100, F-101, F-102, F-104, F-105, B-52, B-57 и B-66. 29 октября 1953 года он установил мировой рекорд скорости в полёте на малой высоте — 755,149 миль/час на самолёте F-100A.